# دولت حسنعلی منصور
دولت حسنعلی منصور یکی از دولت‌های دوران پادشاهی مشروطه در دورهٔ پهلوی است که از اسفند ۱۳۴۲ تا بهمن ۱۳۴۳ فعالیت کرد. رئیس این دولت، حسنعلی منصور بود.
پس از سقوط دولت اسدالله علم، در ۱۷ اسفند ۱۳۴۲ حسنعلی منصور توسط شاه به نخست‌وزیری منصوب شد و مأمور تشکیل کابینه گردید. منصور هیئت دولت خود را ۱۷ اسفند به حضور شاه، ۱۸ اسفند به مجلس شورای ملی و ۱۹ اسفند به مجلس سنا معرفی کرد.
مجلس شورای ملی در ۱۹ اسفند با ۱۶۹ رأی به دولت وی رأی اعتماد داد.
نخست‌وزیر در تاریخ ۱ بهمن ۱۳۴۳ به ضرب گلوله ترور شد و امیرعباس هویدا کفیل نخست‌وزیری شد.

## هیئت دولت
| نخست‌وزیر                             |  | حسنعلی منصور      | ۱۷ اسفند ۱۳۴۲   | ۱ بهمن ۱۳۴۳ | ایران نوین |        |
| نخست‌وزیر                             |  | امیرعباس هویدا*   | ۱ بهمن ۱۳۴۳     | ۶ بهمن ۱۳۴۳ | ایران نوین | [ ۳ ]  |
| وزیران                               |  |                   |                 |             |            |        |
| وزیر آب و برق                        |  | منصور روحانی      | ۱۷ اسفند ۱۳۴۲   | ۶ بهمن ۱۳۴۳ | ایران نوین | [ ۴ ]  |
| وزیر آبادانی و مسکن                  |  | هوشنگ نهاوندی     | ۱۷ اسفند ۱۳۴۲   | ۶ بهمن ۱۳۴۳ | ایران نوین | [ ۴ ]  |
| وزیر آموزش و پرورش                   |  | هادی هدایتی       | ۱۵ آذر ۱۳۴۳     | ۶ بهمن ۱۳۴۳ | ایران نوین | [ ۵ ]  |
| وزیر اطلاعات                         |  | نصرت‌الله معینیان  | ۱۷ اسفند ۱۳۴۲   | ۶ بهمن ۱۳۴۳ | ایران نوین | [ ۴ ]  |
| وزیر اقتصاد                          |  | علینقی عالیخانی   | ۱۷ اسفند ۱۳۴۲   | ۶ بهمن ۱۳۴۳ | ایران نوین | [ ۴ ]  |
| وزیر امور خارجه                      |  | غلام‌عباس آرام     | ۱۷ اسفند ۱۳۴۲   | ۶ بهمن ۱۳۴۳ | مستقل      | [ ۴ ]  |
| وزیر بهداری                          |  | جمشید آموزگار     | ۱۷ اسفند ۱۳۴۲   | ۶ بهمن ۱۳۴۳ | ایران نوین | [ ۴ ]  |
| وزیر پست و تلگراف و تلفن             |  | فرهنگ شفیعی       | ۱۷ اسفند ۱۳۴۲   | آبان ۱۳۴۳   | ایران نوین | [ ۴ ]  |
| وزیر پست و تلگراف و تلفن             |  | فتح‌الله ستوده     | ۹ آبان ۱۳۴۳     | ۶ بهمن ۱۳۴۳ | ایران نوین | [ ۶ ]  |
| وزیر جنگ                             |  | اسدالله صنیعی     | ۱۷ اسفند ۱۳۴۲   | ۶ بهمن ۱۳۴۳ | نظامی      | [ ۴ ]  |
| وزیر دادگستری                        |  | باقر عاملی        | ۱۷ اسفند ۱۳۴۲   | ۶ بهمن ۱۳۴۳ | ایران نوین | [ ۴ ]  |
| وزیر دارایی                          |  | امیرعباس هویدا    | ۱۷ اسفند ۱۳۴۲   | ۶ بهمن ۱۳۴۳ | ایران نوین | [ ۴ ]  |
| وزیر راه                             |  | محمود کشفیان      | ۱۷ اسفند ۱۳۴۲   | ۱۵ آذر ۱۳۴۳ | ایران نوین | [ ۴ ]  |
| وزیر راه                             |  | حسن شالچیان       | ۱۵ آذر ۱۳۴۳     | ۶ بهمن ۱۳۴۳ | مستقل      | [ ۵ ]  |
| وزیر فرهنگ                           |  | عبدالعلی جهانشاهی | ۱۷ اسفند ۱۳۴۲   | ۱۵ آذر ۱۳۴۳ | ایران نوین | [ ۴ ]  |
| وزیر فرهنگ و هنر                     |  | مهرداد پهلبد      | ۱۵ آذر ۱۳۴۳     | ۶ بهمن ۱۳۴۳ | مستقل      | [ ۵ ]  |
| وزیر کار و خدمات اجتماعی             |  | عطاءالله خسروانی  | ۱۷ اسفند ۱۳۴۲   | ۶ بهمن ۱۳۴۳ | ایران نوین | [ ۴ ]  |
| وزیر کشاورزی                         |  | اسماعیل ریاحی     | ۱۷ اسفند ۱۳۴۲   | ۶ بهمن ۱۳۴۳ | نظامی      | [ ۴ ]  |
| وزیر کشور                            |  | سید جواد صدر      | ۱۷ اسفند ۱۳۴۲   | ۶ بهمن ۱۳۴۳ | ایران نوین | [ ۴ ]  |
| وزیران مشاور                         |  |                   |                 |             |            |        |
| وزیر مشاور                           |  | محمد نصیری        | ۱۷ اسفند ۱۳۴۲   | ۶ بهمن ۱۳۴۳ | ایران نوین | [ ۴ ]  |
| وزیر مشاور                           |  | هادی هدایتی       | ۱۷ اسفند ۱۳۴۲   | ۱۵ آذر ۱۳۴۳ | ایران نوین | [ ۴ ]  |
| وزیر مشاور                           |  | عبدالعلی جهانشاهی | ۱۵ آذر ۱۳۴۳     | ۶ بهمن ۱۳۴۳ | ایران نوین | [ ۵ ]  |
| وزیر مشاور                           |  | محمود کشفیان      | ۱۵ آذر ۱۳۴۳     | ۶ بهمن ۱۳۴۳ | ایران نوین | [ ۵ ]  |
| وزیر مشاور و معاون پارلمانی نخست‌وزیر |  | ناصر یگانه        | ۱۷ اسفند ۱۳۴۲   | ۶ بهمن ۱۳۴۳ | ایران نوین | [ ۴ ]  |
| دبیرکل شورای‌عالی اداری کشور          |  | منوچهر گودرزی     | ۱۷ اسفند ۱۳۴۲   | ۶ بهمن ۱۳۴۳ | ایران نوین | [ ۴ ]  |
| معاونان نخست‌وزیر                     |  |                   |                 |             |            |        |
| معاون اجرایی                         |  | غلامرضا نیک‌پی     | ۱۲ فروردین ۱۳۴۳ | ۶ بهمن ۱۳۴۳ | ایران نوین | [ ۸ ]  |
| معاون فنی                            |  | ابراهیم همایون‌فر  | ۱ فروردین ۱۳۴۳  | ۶ بهمن ۱۳۴۳ | ایران نوین | [ ۹ ]  |
| رئیس دفتر طرح‌ها و بررسی‌ها            |  | جواد منصور        | ۱۷ تیر ۱۳۴۳     | ۶ بهمن ۱۳۴۳ | ایران نوین | [ ۱۰ ] |
| رئیس اداره‌کل هنرهای زیبای کشور       |  | مهرداد پهلبد      | ۱۷ اسفند ۱۳۴۲   | ۱۵ آذر ۱۳۴۳ | مستقل      | [ ۴ ]  |
| رئیس سازمان اطلاعات و امنیت کشور     |  | حسن پاکروان       | ۱۷ اسفند ۱۳۴۲   | ۶ بهمن ۱۳۴۳ | نظامی      | [ ۴ ]  |
| رئیس سازمان جلب سیاحان               |  | قاسم رضایی        | ۱۷ اسفند ۱۳۴۲   | ۶ بهمن ۱۳۴۳ | ایران نوین | [ ۴ ]  |

## یادداشت
1. ↑  نام این وزارت‌خانه در سال ۱۳۴۳، از «وزارت کار و خدمات اجتماعی» به «وزارت کار و امور اجتماعی» تغییر کرد.[۷]